# Subterranean Kids
Subterranean Kids (o Subterranenan d'ençà del 2023) és un grup de música hardcore punk originari de Barcelona. En la seva primera època, es va mantenir actiu fins a l'any 1997, havent publicat tres àlbums i una maqueta el 1985 autoeditada i distribuïda pel mateix grup de la que van arribar a vendre en mà i per correu postal entre 1.500 i 2.000 còpies.

## Història
Subterranean Kids va ser una de les bandes fundacionals de l'escena hardcore estatal. El grup es va formar en un soterrani del Barri Xino l'estiu de l'any 1985 sot la influència de grups estatunidencs com Bad Brains, Black Flag i Circle Jerks. El fet d'assajar en un soterrani, juntament amb la feina que compartien Mimo i Boliche repartint propaganda al Metro, va donar origen al nom del grup. Al llarg de la seva trajectòria realitzaren diverses gires europees compartint escenari amb bandes com Fugazi, NOFX o Ratos de Porão.
El 2007 es van tornar a reunir per a commemorar els deu anys de la seva dissolució amb una gira internacional de comiat i un concert final a la Sala Apolo. L'any següent realitzaren un gira estatal com a teloners de Sick of It All i tocaren en algun festival com el Primavera Sound.
El maig de 2023, amb motiu dels tres concerts de la gira de comiat de NOFX al Poble Espanyol de Barcelona en què, amb la nova denominació de Subterranenan (d'ençà que el bateria Bolo no forma part del grup), en va telonejar dos, el grup va tornar als escenaris, obrint també per a Circle Jerks l'any següent a Razzmatazz.
El gener 2024 es va publicar de manera col·laborativa Un tributo a Subterranean Kids, un LP de 22 versions de grups com Escuela de Odio, Nafra, Mall, Boom Boom Kid, Tangana o E-150, amb finalitats benèfiques per a l'Associació de Familiars i Amics de Nens Oncològics de Catalunya.

## Membres

### 1985-1997
- Mimo - Veu
- Carles Buira «Boliche» - Bateria[15]
- Pep - Guitarra[16]
- Tinín - Baix
- Fernando «Damned» - Guitarra
- Marc - Baix
- Moncho - Baix
- Poly - Baix
- Alberto Collazo GRB - Guitarra
- Roman - Baix
- Àngel - Baix
- Beni - Guitarra
- Miquel - Baix
- Àlex del Pozo - Baix

### Gira de reunió 2007
- Mimo - Veu
- Boliche - Bateria
- Damned - Guitarra
- Moncho - Baix

### Formació de 2023
- Mimo - Veu[17]
- Bolo - Bateria
- Alberto Collazo - Guitarra
- Àlex del Pozo - Baix

## Discografia

### Àlbums d'estudi
- 1985: Subterranean hardcore (Patizambo Records, maqueta)[17]
- 1986: Los ojos de la víctima (Patizambo Records, reeditat per Potencial Hardcore el 1995)
- 1988: Hasta el final (La Isla de la Tortuga Discos)
- 1992: Ya no hay tiempo (Overdrive)

### Àlbums recopilatoris
- 1998: 85-88 The hardcore years (Tralla Records, compilació dels seus primers treballs)
- 2007: Early stuff (BCore Disc, compilació amb els seus primers treballs complets)[18]

### Altres enregistraments
- 1990: Live in AU (directe, BCore Disc)
- 1992: No digas (senzill, Overdrive)

- 1999: Split amb 59 Times the Pain (Tralla Records)